# Maria av Enghien
Maria av Lusignan, född 1369, död 1446, var en drottning av Neapel, gift med kung Vladislav av Neapel. Hon var monark (regerande grevinna) av Lecce och nominellt regerande titulärhertiginna av Aten 1384–1446.

## Biografi
Maria av Enghien var dotter till Johan av Enghien, greve av Castro, och Sancia Del Balzo. Hennes far avled 1380, och efterträddes av hennes bror Peter. När brodern avled barnlös i mars eller juni 1384, efterträdde Maria honom som regerande grevinna av Lecce, med dess många besittningar. Där ingick också rättigheterna till hertigdömet Aten, men den var endast nominell.

### Tidig regering
Maria beskrivs som vacker, modig och äventyrlig. Hon gifte sig i augusti/oktober 1384 med prins Raimondo del Balzo Orsini di Nola av Taranto. Äktenskapet hade arrangerats av påven. Paret fick fyra barn. Maria tycks i praktiken ha överlåtit statens affärer på sin make. Hennes make stöttade Vladislav i dennes kamp att störta Ludvig II av Anjou från Neapels tron, och Vladislav segrade 1399. År 1405 anslöt sig dock hennes make till Ludvig II och deltog i ett misslyckat uppror mot kung Vladislav. Marias agerande och synpunkter under upproret är okänt.
När maken avled mitt under upproret i januari 1406 lämnades Maria ensam med fyra minderåriga barn utan någon allierad. Hon hemlighöll makens död, befäste sig i Taranto där hon försåg sig med legosoldater och slöt förbund med Ungern och Sicilien mot Vladislav, som belägrade henne i Taranto april-juni 1406 utan framgång. Maria var dock medveten om att hon inte skulle klara en till belägring.
I juli, efter att Vladislav slutit fred med påven, tog Maria emot sändebud från Ludvig II av Anjou i Taranto, där hon hyllade honom som kung och i utbyte försäkrades sin och sina söners rättigheter över sina förläningar i kungariket Neapel om Ludvig skulle återfå dess tron. Det slöts avtal mellan Ludvig II av Anjou och Maria om äktenskap mellan hennes son och hans dotter, varpå Ludvig II sände en legostyrka till Maria. 26 december 1406 sjönk den flotta med förstärkningar som Ludvig sänt Maria, och i mars 1407 gick hennes garnison med legosoldater under Francesco Orsini över till Vladislav. Den 16 april 1407 belägrade Vladislav av Neapel åter Maria i Taranto. Eftersom läget var militärt omöjligt och bara skulle resultera i nederlag och förstörelse av Taranto, inledde hon fredsförhandlingar, vilka slutade med ett avtal om äktenskap mellan Maria och Vladislav.

### Drottning
Maria och Vladislav vigdes 23 april 1407. Genom äktenskapet lät Vladislav införliva Marias riken, furstendömet Taranto och grevskapen Lecce och Soleto, i kungariket Neapel. Maria stannade i Taranto fram till maj, då hon slutligen tvingades ta med sig sina barn och bosätta sig hos sin nya make på Castelnuovo i Neapel. Äktenskapet gällde endast på papperet, makarna hade inga barn och Vladislav hade andra partners. Maria hade inget inflytande över Vladislav och spelade ingen betydelsefull roll under sina sju år som drottning av Neapel.

### Senare regering
När Vladislav avled 1414 efterträddes han av sin syster Giovanna II, som lät hålla Maria fängslad av rädsla för att hon skulle ställa till med politiska svårigheter. 1415 gifte sig emellertid Giovanna med Giacomo, som framgångsrikt övertalade Giovanna att frige Maria, vilket ägde rum i slutet av 1415 eller senast i början av 1416. Sönerna Giovanni Antonio och Gabriele stannade dock kvar i fängelse till slutet av 1417 eller början av 1418. Hon återfick kontrollen över samtliga av sina förra förläningar, med undantag av furstendömet Taranto: det överlämnades dock också 1420. År 1421 slöts en överenskommelse mellan Maria och hennes båda söner om delning av familjelänen: Salento bekräftades till Maria, medan Gabriele mottog baronierna Flumeri-Trevico, Lavello, Minervino och Acerra. Efter 1420 levde Maria ett stillsamt liv, och ägnade sig åt att regera sina riken tillsammans med sin äldste son Giovanni Antonio. Hon avstod från att blanda sig i storpolitiken, och höll sig utanför de fortsatta striderna om Neapels tron. Bland annat lät hon uppföra ett gravmonument över sin döde make.